# Pigallat
El pigallat (Lactarius mediterraneensis), també anomenat enganyapastors pigallat de llet groga i cabra mediterrània, és una espècie de fong de l'ordre dels russulals (Russulales). És una lleterola del grup dels enganyapastors. És de distribució mediterrània i creix preferentment en boscos de planifolis de la plana.

## Taxonomia
Va ser descrit per J Llistosella i F. Bellú. El material que serveix d'holotipus va ser recol·lectat a Pollença (Mallorca) i creixia vora alzina (Quercus ilex) en sòl calcari.

## Iconografia
Bolets de Catalunya (1996): Vol. XV, Làm. 725

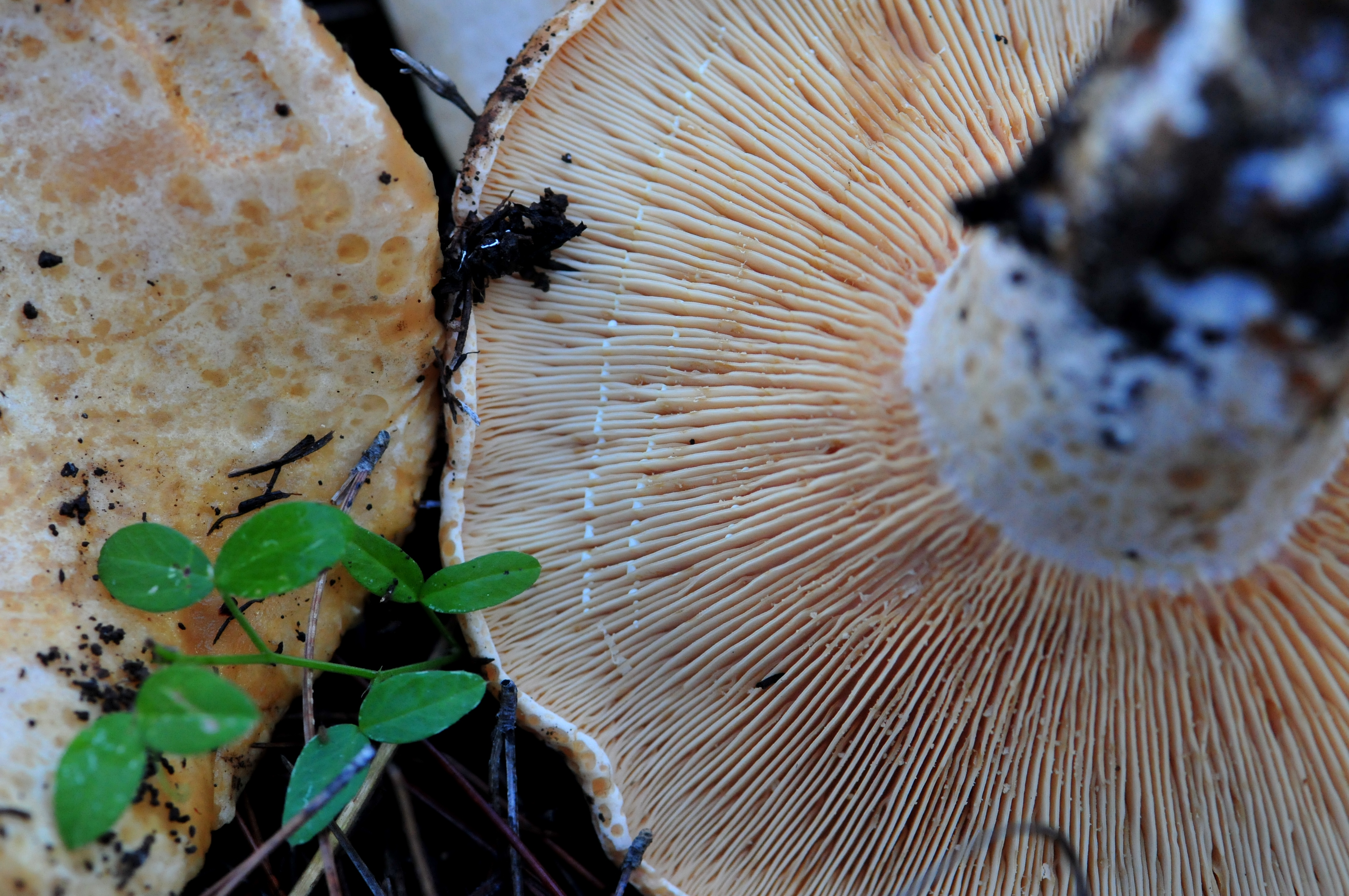
Detall de pigallat (Lactarius mediterraneensis)

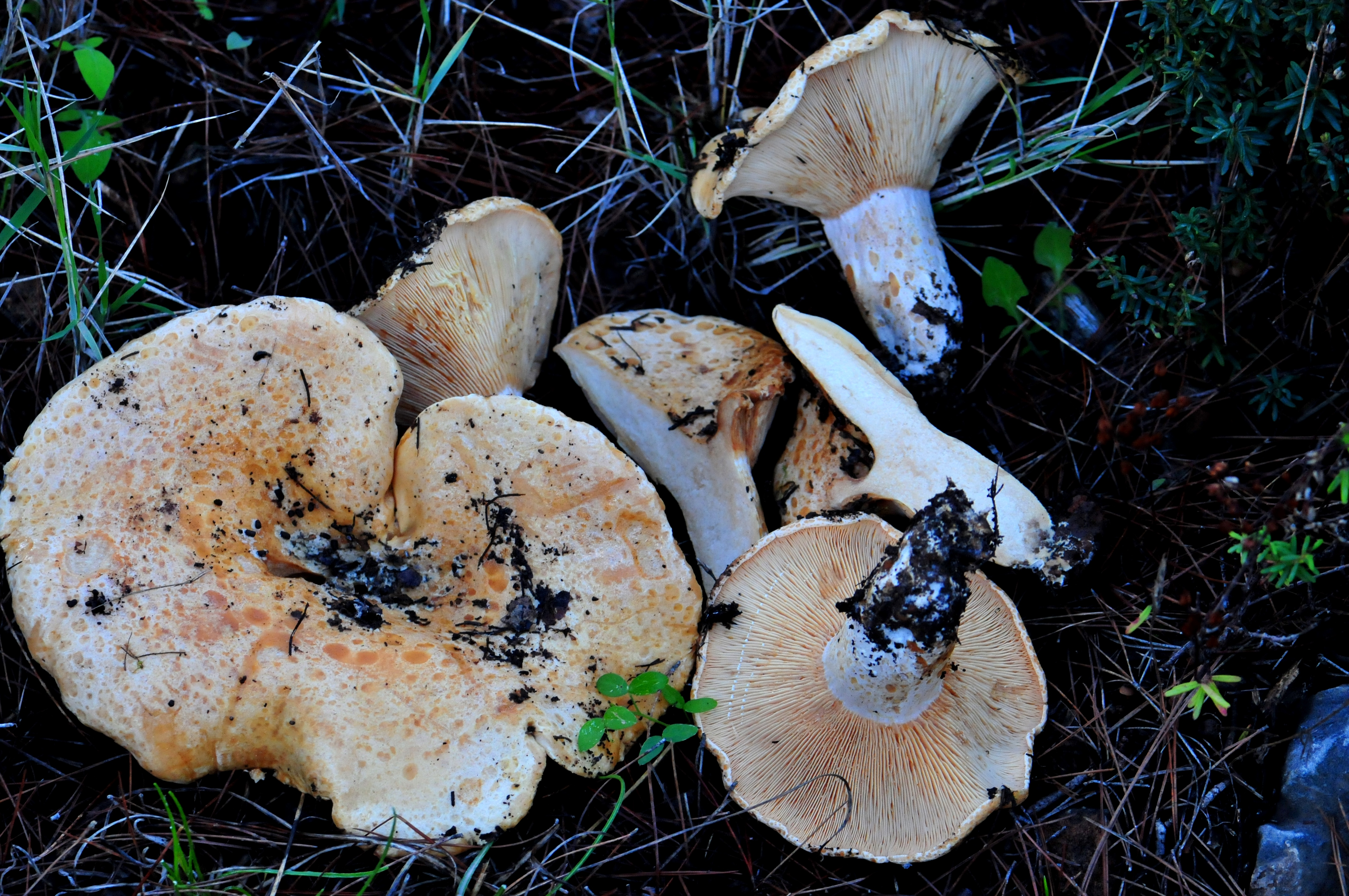
Exemplars de pigallat (Lactarius mediterraneensis)

## Descripció
Bolet de barret de bona mida, de 4-15 cm de diàmetre; superfície groguenca, no zonada però marcada per abundants depressions circulars o escrobícules de color groc brunenc; més pigat vora el marge.
Làmines cremoses, no s'anastomosen vora la cama. Cama blanquinosa, llisa tot i que pot presentar escrobícules.
Carn blanca al tall, ben aviat groc llimona, especialment sota la cutícula, vora les làmines i la perifèria de la cama, més tard i arreu, rosàcia; compacta i consistent; al tast, inicialment amarga, ben aviat molt picant. El làtex o llet és blanc, escàs, i característicament esdevé groc lentament, en pocs minuts; acre.

## Hàbitat
Tardoral; preferentment en sòls calcificats; des de la terra baixa i el litoral a la muntanya mediterrània; en boscos de planifolis, principalment vora alzines i carrasques, algun cop en rouredes termòfiles (roure de fulla petita), sovint acompanyades de pins (Pinus pinaster, P. nigra ssp salzmannii) i estepes.

## Distribució geogràfica
S'ha descrit de la zona mediterrània, tant a la plana com litoral, on és relativament comú. Rar en la zona continental de la península ibèrica, a França, Itàlia, Grècia, Algèria, Turquia i Pakistan.

## Espècies semblants
D'aspecte similar a altres enganyapastors com el pigallat venós (Lactarius acerrimus) i l'enganyapastors de llet blanca (Lactarius zonarius). Ambdós però tenen la llet blanca i immutable, que no vira a groc, i el marge del barret no acostuma a estar decorat amb escrobícules i, el barret, mai és completament escrobiculat. L'enganyapastors de llet groga (Lactarius chrysorrheus) no té el marge del barret escrobiculat.

## Comestibilitat
No és comestible, pel seu gust picant.